# Ambrus Nagy
Ambrus Nagy (Budapest, 20 de agosto de 1927-La Haya, 18 de julio de 1991) fue un deportista húngaro que compitió en esgrima, especialista en la modalidad de espada.
Participó en los Juegos Olímpicos de Melbourne 1956, obteniendo una medalla de plata en la prueba por equipos. Ganó una medalla de bronce en el Campeonato Mundial de Esgrima de 1955.

## Palmarés internacional
| Juegos Olímpicos   | Juegos Olímpicos      | Juegos Olímpicos  | Juegos Olímpicos   |
| Año                | Lugar                 | Medalla           | Prueba             |
| ------------------ | --------------------- | ----------------- | ------------------ |
| 1956               | Melbourne (Australia) | Medalla de plata  | Espada por equipos |
| Campeonato Mundial |                       |                   |                    |
| Año                | Lugar                 | Medalla           | Prueba             |
| 1955               | Roma (Italia)         | Medalla de bronce | Espada por equipos |